# Emperatriz Ulanara
La Emperatriz Ulanara (11 de marzo de 1718 - 14 de julio de 1766) perteneció al clan Ulanara, fue la segunda Emperatriz Consorte del Emperador Qianlong, perteneciente a la dinastía Qing. Su nombre personal no ha quedado grabado en la historia, así que recibe el nombre de "la Emperatriz de Paso" o "Señora Ulanara".

## Antecedentes familiares
La Señora Ulanara nació en el clan manchú Ula, un subgrupo del clan Nara, el cual se encontraba bajo las Ocho banderas. Su padre, Narbu, era un oficial del ejército. Su ante pasado era Wangginu, el primer beile del área del Río Huifa.

## Deviniendo Emperatriz
La Señora Ulanara se convirtió en una consorte secundaria de Hongli (Príncipe Bao), cuarto hijo del emperador Yongzheng, en algún momento durante el mandato de este último. Cuando Yongzheng falleció, el Príncipe Bao ascendió al trono como Emperador Qianlong. Después de su ascenso al trono, Qianlong concedió a la Señora Ulanara el rango de consorte, bajo el título "Consorte Xian". Más tarde le otorgó el título de Noble Consorte Xian.
En el año 1748, la primera emperatriz consorte, la Señora Fuca, falleció. La madre del emperador, la Emperatriz Viuda Congqing nominó a la Señora Ulanara como la nueva emperatriz consorte de su hijo. Qianlong retrasó el nombramiento de Ulanara como Emperatriz hasta que pasara el período de luto por el fallecimiento de la Señora Fuca, porque creía que sería un insulto para la fallecida emperatriz. Primero promovió a Ulanara a "Noble Consorte Imperial Xian" y puso a su cargo el Palacio de las Mujeres, haciendo de ella una Emperatriz Suplente.
En el 1750, Ulanara acompañó a Qianlong en sus visitas por diversos lugares, como las tumbas de sus antepasados, el Monte Wutai y varias ciudades en del sur de China. Un mes y medio después de las isitas, el emperador la promovió oficialmente como Emperatriz consorte. Dos años más tarde, Ulanara dio a luz al 12º hijo de Qianlong, el príncipe Yongqi. Un año después, daría a luz a la quinta hija del emperador.

## Perdiendo el favor del emperador
Ulanara acompañó a Qianlong en su quinto viaje por el sur de China en el año 1765.
Los problemas iniciales fueron suaves: el emperador incluso celebró el cumpleaños de Ulanara durante el viaje. El 28 de febrero, instruyó a sus criados para entregar alimentos a la emperatriz. No obstante, a la hora de la cena solo tres consortes cenaron con el emperador. Ulanara no volvió a ser vista en público después de aquel día.
Se sabe que después del 28 de febrero, Qianlong envió a Ulanara por vía marítima hacia Pekín, y finalizó su visita por las ciudades del sur de China. Después de regresar a Pekín, ordenó que los cuatro monumentos dedicados a Ulanara durante sus cuatro ceremonias de promoción fueran renombrados. También fue reduciendo gradualmente el número de sirvientes de Ulanara, hasta que, en el mes de julio, la emperatriz se quedó solo con dos sirvientas, quedándose por tanto un número inferior de sirvientes inferior al resto de consortes. Ulanara falleció un año después, a la edad de 48.
Permanece en el misterio por qué Ulanara cayó en desgracia de forma tan repentina y rápida. Según los pseudo-registros históricos de su tiempo, Ulanara perdió el favor del emperador porque se cortó el cabello. Según la costumbre Manchú, Ulanara sólo se podía cortar el cabello cuando Qianlong o la Emperatriz Viuda Chongqing fallecieran. No obstante, tanto el emperador como su madre aún estaban vivos y Ulanara habría cometido una grave falta por cortarse el cabello, ya que se interpretó que maldecía al emperador y a la emperatriz viuda.
Aun así, Ulanara era una Manchú y había vivido en la Ciudad Prohibida durante años y se supone que estaba familiarizada con tal regla. Es por ello que los historiadores están desconcertados. Los historiadores creen que Ulanara podría haberse cortado el cabello como símbolo de protesta contra el viaje de Qianlong al sur de China, ya que ella creía que había viajado allí en busca de nuevas concubinas.[¿quién?]

## Muerte y funeral
El emperador Qianlong se encontraba en una cacería en el Coto de Caza de Mulan, cerca de Pekín, cuando recibió la noticia del fallecimiento de Ulanara. No dio por finalizada su cacería inmediatamente para retornar hacia la Ciudad Prohibida. En cambio, ordenó a su 12º hijo, Yongqi, que regresara a la ciudad palatina. 
Por orden de Qianlong, el funeral de Ulanara fue de menor rango al de una Noble Consorte Imperial (un rango menor que el de Emperatriz) pero, en realidad, la ceremonia fue mucho peor. En el funeral de una Noble Consorte Imperial, las princesas, los nobles y los oficiales de alto rango de la corte acudían para llorar a la difunta, estos estuvieron ausentes en el funeral de la emperatriz.
Para las consortes y concubinas de su clase, se esperaba que Ulanara tuviera su propio mausoleo o, por lo menos, una lápida. Aun así, esta fue sepultada en el Mausoleo Yuling, en las Tumbas Qing Orientales, cerca de la Noble Consorte Imperial Chunhui, en una forma similar a la de los criados que eran enterrados junto a sus señores. Su muerte tampoco fue escrita en las crónicas oficiales.
Una vez, un cronista pidió al emperador Qianlong que organizara un funeral digno de una emperatriz para Ulanara, pero el emperador lo desterró al noroeste de China, cerca del río Ili. Años más tarde, un erudito pidió a Qianlong que reconsiderara todo el asunto, pero este se enfureció y ordenó que lo ejecutaran.